# طور
سوره طور سوره ۵۲ از قرآن است، ۴۹ آیه دارد و سوره‌ای مکی است. نام‌گذاری سوره به دلیل سوگند به کوه طور در آیهٔ اول آن است. محتوای سوره پیرامون انذار در مورد سرنوشت گناه‌کاران و پاکان در آخرت است و بحث‌های پیرامون معاد و مشخصات روز قیامت. دستورهایی به محمد برای تسبیح خدا و صبر و استقامت و وعدهٔ یاری از جانب خدا از جمله مباحث دیگر سوره هستند.